# المصرية لنقل الكهرباء
الشركة المصرية لنقل الكهرباء، هي شركة حكومية لنقل إنتاج الكهرباء، وتابعة للشركة القابضة لكهرباء مصر.

## أهداف الشركة
- إدارة وتشغيل وصيانة شبكات نقل الطاقة الكهربائية على الجهود الفائقة والعالية في جميع أنحاء الجمهورية بالشركة مع إستغلال هذه الشبكات الإستغلال الإقتصادى الأمثل.
- تنظيم حركة الأحمال على شبكات الجهود الفائقة والعالية في جميع أنحاء الجمهورية من خلال المركز .القومى للتحكم في الطاقة ومراكز التحكم الإقليمي.
- شراء الطاقة الكهربائية المنتجة من محطات التوليد طبقاً للحاجة، وبيعها للمشتركين على الجهود الفائقة والعالية ولشركات توزيع الكهرباء.
- التنسيق مع شركات الإنتاج وشركات التوزيع في توفير الطاقة الكهربائية على الجهود المختلفة لكافة الإستخدامات بكفاءة عالية.
- الاشتراك مع الشركة القابضة لكهرباء مصر في إعداد الدراسات الفنية والاقتصادية لخطط ومشروعات النقل المستقبلية لمواجهة الطلب على الطاقة وإستقرارها.
- تنفيذ مشروعات نقل الطاقة الكهربائية على الجهود الفائقة والعالية التي يوافق عليها مجلس إدارة .الشركة القابضة لكهرباء مصر وطبقاً للبرامج الزمنية المقررة لها.
- تنفيذ مشروعات الربط الكهربائى التي يوافق عليها مجلس إدارة الشركة القابضة لكهرباء مصر وتبادل الطاقة الكهربائية مع الدول الأخرى وبيعها أو شرائها طبقاً للحاجة من الشبكات الكهربائية المرتبطة مع الشبكة الكهربائية المصرية.
- إعداد دراسات خطط التنبؤ بالأحمال والطاقة للمشتركين في نطاق الشركة وكذلك خطط التنبؤ المالى .والإقتصادى للشركة.
- القيام بأية أعمال أو أنشطة أخرى مرتبطة أو مكملة لغرض الشركة بالإضافة إلى ما تعهد به إليها الشركة القابضة لكهرباء مصر من أعمال تدخل في اختصاصها.
- القيام بما يعهد به الغير للشركة من أعمال تدخل في نشاطها بما يحقق عائد إقتصادى للشركة.

## الإنتاج
تبلغ إجمالي سعة التحويل 59490 ميجافولت أمبير وإجمالي الطاقة المتوقع شراؤها خلال السنة 102643 مليون ك.و.س.

## وصلات خارجية
http://www.eetc.net.eg/